# Chimarra blepharophera
Chimarra blepharophera là một loài Trichoptera trong họ Philopotamidae. Chúng phân bố ở vùng Tân nhiệt đới.